# Steinbjørn B. Jacobsen

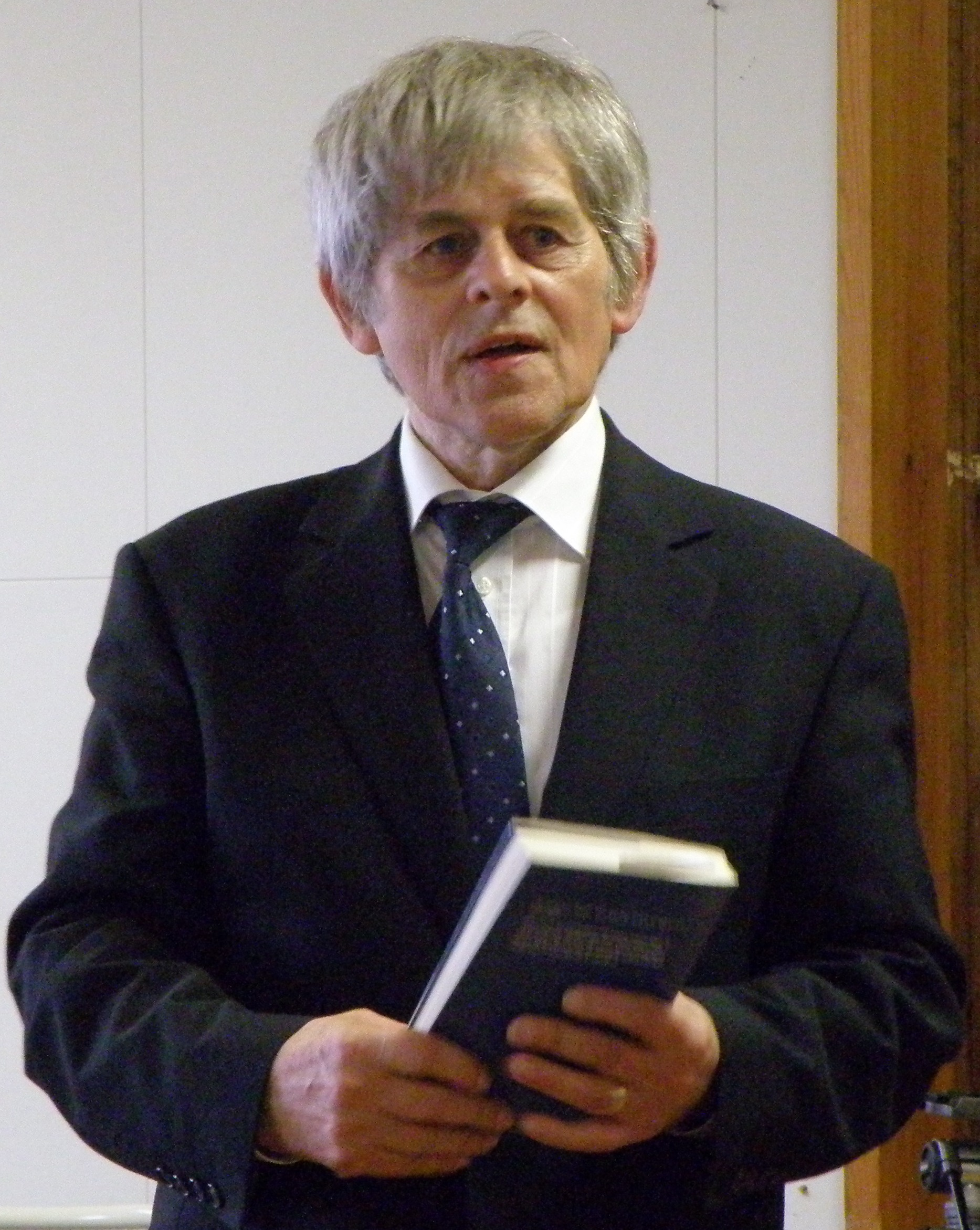
Steinbjørn B. Jacobsen 2011.

Steinbjørn Berghamar Jacobsen, född 30 september 1937 i Sandvík, död 12 april 2012, var en färöisk författare.

## Priser och utmärkelser
- Färöarnas litteraturpris 1976 (M. A. Jacobsens Litteraturpris)
- Färöarnas litteraturpris 1981
- Barnamentanarheiðursløn Tórshavnar býráðs, 1985 (Torshams Byråds Barnkulturpris)[4]